# José Antônio Alves de Brito
José Antônio Alves de Brito (? —?) foi um magistrado e político brasileiro.
Foi 1º vice-presidente da provícia de Minas Gerais, nomeado por carta imperial de 24 de maio de 1884, tendo assumido a presidência por duas vezes, de 28 de maio a 8 de junho de 1884 e de 13 de abril a 2 de setembro de 1885.